# Singapore ai Giochi della XXI Olimpiade
Singapore partecipò ai Giochi della XXI Olimpiade che si sono svolti a Montréal dal 17 luglio al 1º agosto 1976, con una delegazione di quattro atleti impegnati in altrettante discipline: atletica leggera, judo, sollevamento pesi e tiro a segno. Portabandiera alla cerimonia di apertura fu il diciannovenne judoka Koh Eng Kian, alla sua prima Olimpiade.
Fu la settima partecipazione di questo paese ai Giochi. Non fu conquistata nessuna medaglia.